# La Gamba
La Gamba är ett reservat i Costa Rica. Det ligger i provinsen Puntarenas, i den sydöstra delen av landet, 170 km sydost om huvudstaden San José.